# 오르내림
오르내림(OLNL, 본명: 이제원, 1996년 9월 18일 ~ )은 대한민국의 래퍼이다. 이전부터 사운드 클라우드 및 다수의 공연으로 활동했으며, 저음톤의 목소리로 차분하고 멜로디컬한 싱잉 랩을 주로 한다. 오토튠을 사용한 곡이 많은 편이지만, 오토튠을 사용하지 않아도 목소리가 입체적이며, 랩 외에도 보컬을 맡기도 한다. 현재 소속사는 위더플럭 레코즈이며 과거 스톤쉽에 소속되었었다. 오르내림 (OLNL)이 소속된 크루는 쥬스오버알콜 (juiceoveralchol), 우주비행 (WYBH), 또한 코스믹보이 (Cosmic Boy)와 함께 활동하기 위한 그룹인 아더차일디쉬 (arethechildish)가 있다. 2018년, 《쇼미더머니 777》을 통해 대중들에게 존재감을 드러냈다.

## 소개

### ZERAP[1]
오르내림의 랩을 시작하던 시기에 썼던 랩 네임이다. 당시 용인의 초당 고등학교에 1학년을 재학중이었으며 그때에 거주하던 용인에서 주변의 친한 형들이자 지금의 '킹덤즈'라는 크루의 영웨이브와 디핵이 대회에 출전하는 모습을 보고선 자신도 "할 수 있겠다"라는 생각을 계기로 랩을 시작하게 되었다고 한다. 당시에는 쎄고 핫한 스웨거 가사들이 들어간 강한 힙합곡들로 아마추어 씬에서 활동을 시작했다.

### 운중스웨거즈[1]
과거 오르내림은 '못 먹는 감', '레모네이드 러브' 등의 다수의 곡을 작곡한 작곡가 프라임보이와 쇼미더머니 6 의 출연자 중 한 명이었던 에이솔 그리고 오하이오래빗과 함께 크루 활동을 시작했다. 하지만 크루는 시간이 지나면서 해체됐고 2016년, 새로운 크루를 찾고있던 오르내림은 본래 친했던 Soo While!ght, Lym.en, 하태린, 릴머니와 함께 사운드클라우드를 통해 믹스테잎을 공개하며 음악 활동을 지속한다. 그러다가 후에 친해진 9명 정도의 인원이 있는 카카오톡 단체 채팅방이 생겼다. 그 인원 모두 친하게 지내며 그들이 자주 찾고 만남을 가졌던 곳이 경기도 성남시 분당구 운중동이었다. 당시에는 음악활동 이전에 함께 놀고, 친하게 지내며 시간을 보내던 곳이었는데 그 인원들 사이에서 운중스웨거즈라 칭하며 그 이름이 시작됐고 후에 서로의 음악 스타일이 마음에 들어서 그 이름 그대로 크루 활동을 시작했다. 운중스웨거즈는 현재 쥬스오버알콜의 모체이며 전신이기도 하다. 쥬스오버알콜의 1기라고 할 수 있다.

### 쥬스오버알콜[1]
기존의 운중스웨거즈에 ACACY, 쿤디판다, 노디자인 등의 새로운 멤버들이 합류하면서 현재의 쥬스오버알콜(juiceoveralchol)이 된다. 운중스웨거즈당시에는 1기였다면 현재의 쥬스오버알콜의 멤버들은 2기라고 할 수 있다. 멤버가 바뀐 것이 아니라 멤버가 더 늘어나 크루가 더 커진 개념이다. 쥬스오버알콜의 뜻은 말 그대로 "술보다 쥬스"라는 의미이다. 술의 이미지는 비교적 방탕하고 쥬스는 비교적 아이같은 이미지를 갖고 있으며 이는 크루원들이 서로 방탕한 생활보다 건전한 생활을 추구하는 성향이 담겨있다고 한다. 그들의 곡은 사운드클라우드를 통해 공개되었고, 아마추어답지 않은 실력으로 많은 팬들을 양성한다. 2019년 6월, 2년 동안 활동을 함께 하던 쿤디판다는 쥬스오버알콜을 탈퇴한다고 본인의 인스타그램을 통해 밝혔다. 이유는 목표의식과 음악의 방향성 때문이라고 한다.

### 오르내림의 스타일 변화[1]
오르내림은 크루활동을 하면서 활동명과 음악스타일을 완전히 바꾼다. 이전에 고등학생때 하던 랩 스타일은 쎄고 강한 가사가 많았으며, 오르내림 본인조차 자신의 음악을 좋아하지 않게 되었고, 실제로 음악을 그만둘 생각까지 했다고 한다. 그렇게 다짐을 하고 아버지의 일을 이어받으려던 생각을 하던 중에 오르내림은 'vic mensa' 의 음악을 접하게 된다. 그의 음악이 좋아서 계속 듣고 다른 음악도 계속 접하면서 그의 비트에 자신이 랩을 하고 노래를 하면서 스타일이 변하게 되었다고 한다.
또한 오르내림으로 랩 네임을 정한 이유는 랩 네임을 다시 정할 시기에 오(O)로 시작하는 네 글자의 단어를 찾다가 짓게 되었다고 한다. 친구들과 자신의 랩 네임을 정할 때 친구들이 O로 시작하는 네 글자를 많이 던졌는데 그 중에 한 친구가 오르내림이라는 이름을 말했는데 그 이름이 본인이 원했던 취지에 딱 맞아 오르내림이라고 지었다고 한다. `O` 로 시작하는 네 글자의 단어를 찾던 이유는 `O` 라는 알파벳을 좋아했고, 네 글자를 원했던 이유는 화장품 브랜드 `아리따움(ARITAUM)` 의 단어가 예쁘다고 생각했기 때문에 비슷한 개념의 랩 네임을 짓고 싶었다고 한다.

### 우주비행[1]
오르내림은 사운드클라우드를 통해 많은 믹스테잎을 공개했고 그 중에서 'YESYESYESYES'라는 믹스테잎을 기리보이에게 이메일로 전했다. 연락이 닿아 자주 교류하게 되며 친하게 지내게 되었다. 그 때에 기리보이는 원래 프로듀서들끼리만 모여서 디제잉 크루로 만들 생각이었는데 어느순간 점점 더 영역을 넓혀가면서 기리보이의 제안으로 우주비행에 합류해 음악활동에 박차를 가한다. 또한 이와 비슷한 방식으로 자메즈와도 교류하게 되며 EP 피쳐링 작업까지 진행하게 된다.

### 데뷔[3]
2017년 4월 29일, 오르내림의 믹스테잎 수록곡이었던 'OYEAH'를 코스믹보이가 프로듀싱하여 타이틀곡으로 내세운 'APOLLO'라는 EP를 스톤쉽과 계약을 맺어 발매하며 정식 음원 데뷔를 이룬다.

### 쇼미더머니[4][5]
많은 가수들과 함께 작업하며 입지를 다져온 오르내림은 2018년 '쇼미더머니 트리플 세븐(쇼미더머니 777)'에 참가한다.

#### 래퍼 평가전
본인의 정규앨범 중 2018년 발매된 '전체 이용가' 중에 '강아지 꼬리'라는 곡을 선보인다.

#### 그룹 대항전
오르내림은 수퍼비팀으로 컨택되어 나플라팀과 함께 그룹 대항전을 펼친다. 이때에도 역시 정규앨범 '전체 이용가'의 '어린왕자'라는 곡을 선보인다

#### 음원미션
오르내림은 스윙스&기리보이 팀으로 들어가 활약한다. 나플라, 오디, 윤비와 함께 팀이되어 기리보이가 프로듀싱한 '공상과학기술'이라는 곡을 선보인다.

#### 팀배틀
현재 소속되어있는 스톤쉽의 동료이자 친한 형인 MBA의 E.K를 디스하게 된다.

#### 1차 공연
기리보이가 프로듀싱한 '브래이킹 배드'라는 곡으로 무대에 오른다. 오르내림이 학교를 다닐때 겪은 힘들었던 과거의 이야기를 밝고 유쾌하게 풀어낸 곡이다.

#### 세미파이널
그레이가 작곡한 '119'에 나플라 (nafla), PH-1, Kid Milli, 루피(Loopy), 수퍼비와 함께 무대에 오른다. 기존의 오르내림의 곡 스타일과 완전히 다른 쎄고 강한 느낌의 곡으로 이 또한 잘 소화했다는 평이다.
서사무엘이 피쳐링한 ' i '라는 곡을 마지막으로 오르내림의 스타일을 잘 보여주었다고 볼 수 있다. 본인의 정체성과 ' i '라는 단어를 통해 '아이' 같아도 괜찮다는 의미와 ' i '라는 단어를 뒤집어서 ' ! ' 의 정답을 의미하는 느낌표 모양을 통해 자신은 세상에 틀린 존재가 아니라는 내용을 담고있다.

## 음반[6]

### 정규 앨범
| 번호 | 앨범 이름   | 발매일          |
| ---- | ----------- | --------------- |
| 1    | 전체 이용가 | 2018년 1월 28일 |
| 2    | Cyber Lover | 2019년 5월 4일  |

#### 2018년

##### 전체 이용가
- 자기소개서

- 어린왕자 (Feat. 기리보이)
- 강아지꼬리 (Feat. 최엘비)
- 코끼리코
- 청순무구
- 유학생
- 결혼기념일 (Feat. SOMA)
- SWEET (Feat. 서사무엘)
- 하얀 (Feat. 염따, OHIORABBIT)
- 로봇팔 (Feat. Lym en)
- juiceoveralcohol
- SNOW (Feat. KHUNDI PANDA)

#### 2019년

##### Cyber Lover
- 0°C (체감온도) (Prod. Charming Lips)
- ASMR (Prod. sec paul)
- O-O (Feat. Lym en) (Prod. sec paul)
- BLUETOOTH (Feat. Kid Milli) (Prod. sec paul)
- Loading... (skit) (Prod. sec paul)
- UPDATE (Feat. ASMR) (Prod. Minit)
- DDU-DDU (Feat. EXN) (Prod. sec paul)
- 하얀거짓말 (Prod. Midas P)
- Typing (Feat. K.vsh) (Prod. Tobias Dray)
- ERROR (Prod. Cosmic Boy)

### 비정규 앨범
| 번호 | 앨범 이름                                     | 발매일           |
| ---- | --------------------------------------------- | ---------------- |
| 1    | APOLLO                                        | 2017년 4월 29일  |
| 2    | Weather : 오늘 당신의 날씨는 어떤가요? part 3 | 2018년 8월 26일  |
| 3    | staff ONLY                                    | 2018년 11월 12일 |
| 4    | BLUETO-OTH                                    | 2019년 1월 28일  |
| 5    | UPDTAE                                        | 2019년 3월 18일  |
| 6    | 사회초년생                                    | 2021년 5월 21일  |

#### 2017년

##### APOLLO
- OYEAH
- Dumbs & Promises
- 향수병 (Feat. 동경)
- 선인장 (Feat. Ja Mezz)
- JOY
- GOLD (Feat. LILMONEY)

#### 2018년

##### Weather: 오늘 당신의 날씨는 어떤가요? Part 3
- 여름비 (Inspired by '비')

##### staff ONLY
- 길거리거울 (Feat. 김승민) (Prod. Niko Blank)
- 위조성적표 (Feat. 기리보이) (Prod. Charming Lips)
- 5871 (Prod. 기리보이)
- 소문자 (Feat. Lym en) (Prod. Charming Lips)
- 시차적응 (Prod. Charming Lips)

#### 2019년

##### BLUETO-OTH
- BLUETOOTH (Feat. Kid Milli) (Prod. sec paul)
- O-O (Feat. Lym en) (Prod. sec paul)

##### UPDATE
- UPDATE (Feat. ASMR) (Prod. Minit)

### 참여 앨범

#### 2016년
- 지바노프 - for the few

#### 2017년
- 히피는 집시였다 - 나무
- 최엘비 - 푸른바다37
- 소마 - THE LETTER
- ACACY - friends only
- K.vsh(캐시) - LEAF
- 기리보이 - 졸업식
- 소마 - Face Me (오르내림 Remix ver)

#### 2018년
- 수퍼비 - 2집 : Original Gimchi
- 차메인 - 22
- 지조 - 제목이뭐더라
- areyouchildish - 회전목마
- Tommy strate - 지금
- 김승민 - Island
- Lym en - Lost Piece vol.1
- 소마 - Kid`s Dream
- 쇼미더머니 777 Episode 1
- 쇼미더머니 777 Episode 3
- 쇼미더머니 777 Episode 4
- 쇼미더머니 777 Semi Final

#### 2019년
- Lym en- Lost Piece vol.2
- 최엘비 - 오리엔테이션
- 코스믹보이 - Can I Love?
- 소마 - SERIEN

### 참여곡

#### 2016년
- 지바노프 - About you (feat. K.vsh, OLNL)

#### 2017년
- 히피는 집시였다 - With Me (with. OLNL)
- 최엘비 - OCEAN (feat. OLNL)
- 소마 - Someday (Special Track) (Feat. OLNL)
- ACACY - SUMMER (Feat. OLNL)
- K.vsh(캐시) - Hi (Reat. OLNL, WAY)
- 기리보이 - 우주정복 (Prod. By Louie Lastic) (Feat. OLNL)
- 기리보이 - vv (Prod. Coa White) (Feat. OLNL, 최엘비)
- 기리보이 - 농밀 (Prod.Fisherman) (Feat. OLNL, 매드클라운)
- 소마 - Face Me (오르내림 Remix ver)

#### 2018년
- 수퍼비 - 왜 화내 (Feat. OLNL, Woodie Gochild)
- 차메인 - 차선생님 (Feat. OLNL)
- 지조 - 제목이뭐더라 (Feat. OLNL)
- areyouchildish - 회전목마
- Tommy strate - 지금 (Prod. By Dakshood) (Feat. OLNL)
- 김승민 - What`s Wrong (Feat. OLNL) (Prod. Mint)
- Lym en - Vaca (Feat. OLNL)
- 소마- Boogeyman (Feat. OLNL)
- 쇼미더머니 777 Episode 1 - 공상과학기술 (나플라 (nafla), OLNL, ODEE) (Feat. 기리보이, 스윙스) (Prod. 기리보이)
- 쇼미더머니 777 Episode 3 - 브래이킹배드 (OLNL) (Feat. 기리보이)
- 쇼미더머니 777 Episode 4 - 119 (나플라 (nafla), PH-1, Kid Milli, OLNL, 루피(Loopy), 수퍼비) (Feat. Gray)
- 쇼미더머니 777 Semi Final - i (OLNL) (Feat. 서사무엘) (Prod. 기리보이)

#### 2019년
- Lym en- Rush (Feat. OLNL, Khundi Panda)
- 최엘비 - 드림카 (Feat. OLNL)
- 코스믹보이 - 내가 싫어하는 생각들과 닮아가는 중 (Feat. OLNL)
- 코스믹보이 - 내가 결혼하면 축가는 이 노래
- 코스믹보이 - 내가 싫어하는 생각들과 닮아가는 중 (Feat. areyouchildish)
- 소마 - The Shark In My Window (Feat. OLNL)